# 夏各庄镇
夏各庄镇是中国北京市平谷区下辖的一个镇，与天津市蓟州区接壤，是平谷区内两处京津冀三地交界点所在乡镇之一（另一个为金海湖镇）。

## 行政区划
夏各庄镇下辖15个村委会：大岭后、马各庄、张各庄、夏各庄、杨各庄、王都庄、贤王庄、龙家务、安固、纪太务、陈太务、南太务、魏太务、稻地、杨庄户。